# Génesis Collazo
Génesis Collazo Vázquez (4 ottobre 1992) è una pallavolista portoricana, opposto delle Changas de Naranjito.

## Caratteristiche tecniche
Gioca principalmente nel ruolo di opposto, ma può essere impiegata anche come schiacciatrice.

## Carriera

### Club
La carriera di Génesis Collazo nella stagione 2010, quando debutta nella Liga de Voleibol Superior Femenino con le Pinkin de Corozal, vincendo subito lo scudetto. Resta legata alla franchigia per altre due stagioni e mezza, prima di passare alle Criollas de Caguas nel corso del campionato 2013, aggiudicandosi il suo secondo scudetto al termine del campionato seguente, successo peraltro bissato anche nella stagione 2015, 2016 e 2017.
Ritorna in campo nella Liga de Voleibol Superior Femenino 2019 con le Llaneras de Toa Baja, dove resta per un biennio: nella stagione 2021, col trasferimento della sua franchigia a San Juan, passa alle Sanjuaneras de la Capital. Nel campionato 2021-22 gioca per la prima volta all'estero, approdando nella Voleybol 1. Ligi turca per difendere i colori del Muratpaşa. Partecipa quindi alla Liga de Voleibol Superior Femenino 2022 con le Changas de Naranjito, impiegata nel ruolo di schiacciatrice.
Nella Liga de Voleibol Superior Femenino 2023 fa ritorno alla franchigia di San Juan, ora denominata Cangrejeras de Santurce. In seguito è di scena negli Stati Uniti d'America, dove partecipa prima all'Athletes Unlimited 2023 e poi alla Pro Volleyball Federation 2024 con le San Diego Mojo; lascia però la formazione californiana dopo qualche incontro, tornando in forza alle Changas de Naranjito nel corso della Liga de Voleibol Superior Femenino 2024.
Disputa poi la quarta edizione dell'Athletes Unlimited, dopo la quale torna a indossare la casacca delle Changas de Naranjito per la Liga de Voleibol Superior Femenino 2025.

### Nazionale
Nel 2012 fa il suo debutto nella nazionale portoricana in occasione del World Grand Prix: conquista le sue prime medaglie aggiudicandosi il bronzo alla Coppa panamericana 2017 e alla Volleyball Challenger Cup 2018, bissato nel 2022, seguite da un argento al campionato nordamericano 2021.
Nel 2022 vince nuovamente una medaglia di bronzo, stavolta alla NORCECA Final Six, mentre un anno dopo conquista l'oro alla NORCECA Final Four e l'argento ai XXIV Giochi centramericani e caraibici.

## Palmarès

### Club
- Campionato portoricano: 5

2010, 2014, 2015, 2016, 2017

### Nazionale (competizioni minori)
- Coppa panamericana 2017
- Volleyball Challenger Cup 2018
- Volleyball Challenger Cup 2022
- NORCECA Final Six 2022
- NORCECA Final Four 2023
- Giochi centramericani e caraibici 2023